# Поклонник
Поклонник (рядко пилигрим или хаджия) е човек, който предприема пътешествие до свещено място. Често това включва изминаването на дълъг път.
Примери са християните, които посещават Божи гроб, мюсюлманите, пътуващи до Кааба, евреите, отиващи в Йерусалим и т.н.
Целта на тези пътешествия е различна за вярващите. Християните вярват, че ще се почувстват по-близо до Господ, че допирът със свещените места и предмети, както и участието в литургиите, би им дарило Божията благословия. Повечето интерпретации на Корана изискват всеки мюсюлманин да посети Мека през живота си. За други това може да бъде философско преобръщение.

## Български поклонници
В българската култура е било традиционно да се добави представката Хаджи- към личното име на тези, които са посетили Божи гроб. Стопанинът-патриарх от семейството е закупувал бяла роба от пътешествието, която е носел като облекло след завръщането си. Поради разходите на едно такова пътуване, броят на осъществилите го е бил ограничен. В повечето случаи то е било по възможностите на богатите членове на обществото, т. нар. чорбаджии.